# Лейбористская партия (США)
Лейбористская партия США (англ. Labor Party USA — Рабочая партия США) — американская социал-демократическая политическая партия, выступают за интересы трудящихся. Лидер партии — Марк Дадзик.

## История партии
В результате слияния Объединённой организации рабочих США, Международного берегового и складского союза, Американской федерации госслужащих, Калифорнийской организации медсестёр и других профсоюзных организаций, включая сотни локальных профсоюзов, в 1996 году образована Лейбористская партия США. Делегаты учредительного съезда приняли программу из 16 пунктов под названием «Призыв к экономической справедливости».
В 2005 году, партия объявила, что будет добиваться статуса голосования в Южной Каролине и выдвинет кандидата на парламентские выборы 2006 года. Южная Каролина находилась на предпоследнем месте по количеству профсоюзов, высокий уровень безработицы, спад в текстильной промышленности, а также безразличие государства к интересам трудящихся, афроамериканцам и женщинам. Всё это, благоприятствовало для поднятия рейтинга Лейбористской партии в этом регионе. Партия смогла собрать 16,5 тыс. подписей и получила право принять участие в выборах, но в июле 2007 года Ballot Access News сообщила, что SCLP попыталась выдвинуть кандидатов.

### Отношения к войне в Ираке

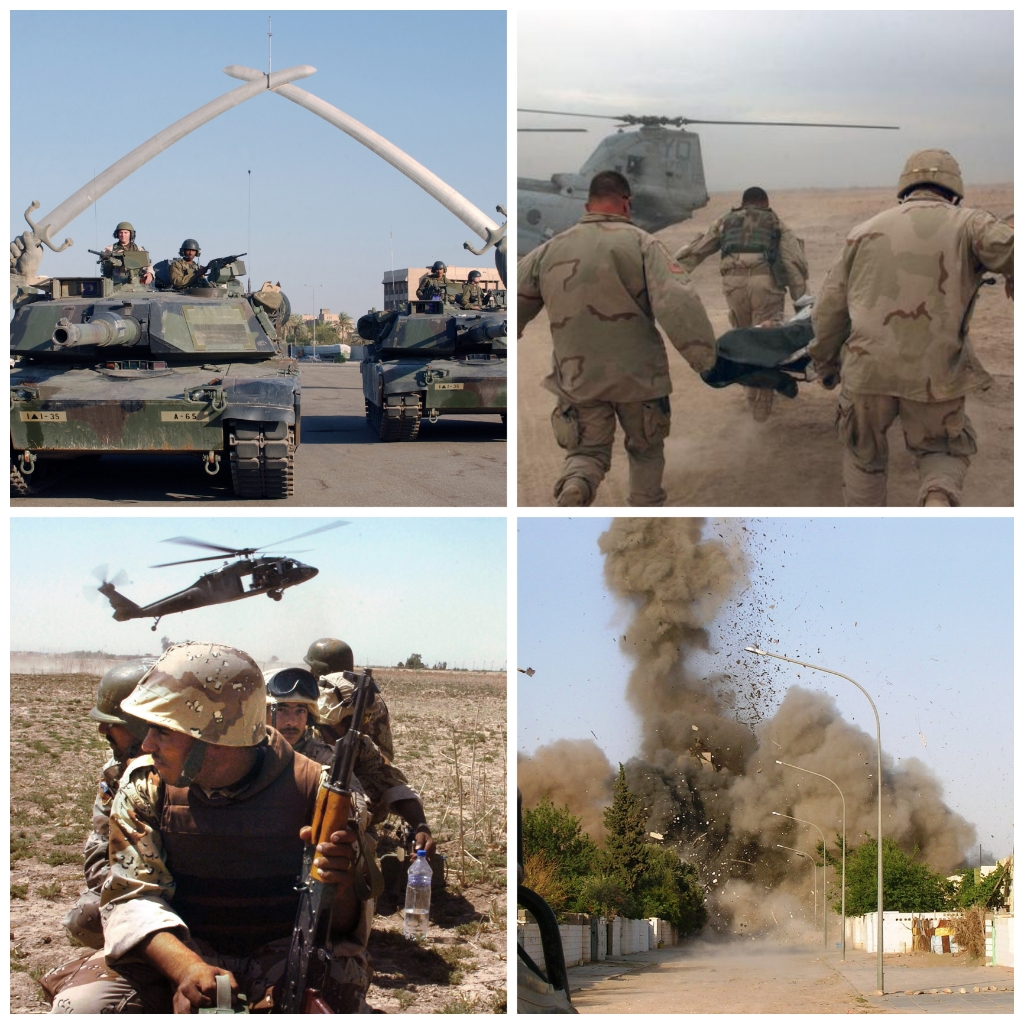
Сверху вниз по часовой стрелке: американские танки в Багдаде, 2003; эвакуация раненого, Фаллуджа, 2004; взрыв тайника с оружием, Аль-Убайди, 2005; иракские солдаты, 2005

Партия негативно относилась к войне в Ираке.
 Мы выступаем против войны в Ираке.
Мы выступаем против нее, потому что она убьет тысячи невинных людей.
Мы выступаем против нее, потому что она навредит, а не укрепит нашу безопасность. Мы выступаем
против нее, потому что она подорвет наши свободы и растратит наши ресурсы.

Мы выступаем против нее, потому что она укрепит позиции тех, кто стремится навязать свою корпоративную повестку дня за наш счет.

### Упадок
Партия изначально пользовалась слабой популярностью. Многие профсоюзы были против выдвижения кандидатов от Лейбористской партии, которые могли бы привести к поражению их союзников из Демократической партии. Некоторые небольшие и левые профсоюзы наоборот настаивали на полном разрыве с Демпартией. В 2002 году умер основатель и лидер партии — влиятельный профсоюзный органайзер Тони Маззокчи. Новый лидер — Марк Дадзик — не смог наладить работу партии. По его словам, партия фактически прекратила свою деятельность в 2007 году.
В отличие от национальной партии, отделение в Южной Каролине продолжало деятельность и несколько раз участвовало в выборах. В 2020 году активисты Гэри Вотур и Гарольд Геддингс, кандидаты в губернаторы и Конгресс соответственно в качестве кандидатов от Демократической партии в 2020 году, покинули партию после того, как бывшему конгрессмену Джо Каннингему разрешили баллотироваться в качестве кандидата от Демократической партии на пост губернатора, хотя его позиция в отношении минимальной заработной платы противоречила платформе партии. Когда Вотур и Геддингс решили баллотироваться в качестве кандидатов от Лейбористской партии, конфликт между лидерами партии привел к судебному иску со стороны Демократической партии Южной Каролины. Суд принял решение в пользу Демократической партии и Вотур с Геддинсом были исключены из бюллетеней.
В 2023 году члены отделения Лейбористской партии Южной Каролины провели съезд. На нем было принято решение порвать с Лейбористской партией и основать Рабочую партию Южной Каролины (англ. South Carolina Workers Party).

## Лидеры партии
- Тони Маззокчи (1996—2002)
- Марк Дадзик (2002—2007)